# Sacramentines
 (juin 2021).
La mise en forme du texte ne suit pas les recommandations de Wikipédia : il faut le « wikifier ».
Les points d'amélioration suivants sont les cas les plus fréquents :
- Les titres sont pré-formatés par le logiciel. Ils ne sont ni en capitales, ni en gras.
- Le texte ne doit pas être écrit en capitales (les noms de famille non plus), ni en gras, ni en italique, ni en « petit »…
- Le gras n'est utilisé que pour surligner le titre de l'article dans l'introduction, une seule fois.
- L'italique est rarement utilisé : mots en langue étrangère, titres d'œuvres, noms de bateaux, etc.
- Les citations ne sont pas en italique mais en corps de texte normal. Elles sont entourées par des guillemets français : « et ».
- Les listes à puces sont à éviter, des paragraphes rédigés étant largement préférés. Les tableaux sont à réserver à la présentation de données structurées (résultats, etc.).
- Les appels de note de bas de page (petits chiffres en exposant, introduits par l'outil «  Source ») sont à placer entre la fin de phrase et le point final[comme ça].
- Les liens internes (vers d'autres articles de Wikipédia) sont à choisir avec parcimonie. Créez des liens vers des articles approfondissant le sujet. Les termes génériques sans rapport avec le sujet sont à éviter, ainsi que les répétitions de liens vers un même terme.
- Les liens externes sont à placer uniquement dans une section « Liens externes », à la fin de l'article. Ces liens sont à choisir avec parcimonie suivant les règles définies. Si un lien sert de source à l'article, son insertion dans le texte est à faire par les notes de bas de page.
- La présentation des références doit suivre les conventions bibliographiques. Il est recommandé d'utiliser les modèles {{Ouvrage}}, {{Chapitre}}, {{Article}}, {{Lien web}} et/ou {{Bibliographie}}. Le mode d'édition visuel peut mettre en forme automatiquement les références.
- Insérer une infobox (cadre d'informations à droite) n'est pas obligatoire pour parachever la mise en page.

Pour une aide détaillée, merci de consulter Aide:Wikification.
Si vous pensez que ces points ont été résolus, vous pouvez retirer ce bandeau et améliorer la mise en forme d'un autre article.
Les Sœurs du Saint-Sacrement et de Notre-Dame (également connues sous le nom de Sacramentines) est un ordre religieux fermé et une réforme de l' Ordre dominicain consacrée à l'adoration perpétuelle du Saint-Sacrement. La congrégation a été fondée à Marseille en 1659 par un prêtre dominicain, le père Anthony Le Quieu.

## Fondation
Anthony Le Quieu (1601–1676) est né à Paris. Il entra dans l' Ordre des Frères Prêcheurs de la rue Saint-Honoré, en 1622, et fut en temps voulu fait maître des novices d'abord dans son propre monastère, à Avignon en 1634, puis prieur du couvent de Paris. En 1639, le Père Antoine établit une maison religieuse pour femmes, exclusivement consacrée à la pratique de l'adoration perpétuelle à Marseille .
Sœur Anne Negrel a été nommée première supérieure. L'établissement définitif eut lieu en 1659-60, lorsque Etienne de Puget, évêque de Marseille, les érigea en congrégation. Les formalités finales d'approbation de l'ordre ayant été conclues à Rome en 1680, le pape Innocent XI expédia un bref papal, qui ne put être exécuté en raison d'un changement d'évêque.
Ce n'est qu'après la mort du fondateur, que les constitutions furent approuvées par le pape Innocent XII en 1693, ce qui autorise les religieuses à prononcer des vœux solennels et lia à la clôture. Cette même année, le processus apostolique fut ouvert pour le canonisation de son fondateur.
Une autre fondation a été faite à Bollène en 1725.

## Période de la Révolution française
Pendant la période des Terreurs de la Révolution française, le monastère de Bollène, alors sous la direction de Mère de La Fare, le Couvent du Saint-Sacrement voit 13 de ses membres exécutés à la guillotine du 5 au 26 juillet 1794. Elles font partie des martyres d'Orange:
- Anne-Andrée Minutte[8],[9]
- Élisabeth Verchière
- Madeleine-Thérèse Talieu
- Marguerite-Rose de Gordon
- Marguerite-Thérèse Charensol
- Marie Cluse
- Marie-Anne Béguin-Royal[10]
- Marie-Clotilde Blanc
- Marie-Elisabeth Pélissier
- Marie-Gabrielle-Françoise-Suzanne de Gaillard de Lavaldène
- Marie-Marguerite Bonnet[11]
- Rosalie-Clotilde Bes
- Thérèse-Henriette Faurie

Elles ont été béatifiées le 10 mai 1925 par le pape Pie XI .
Mère de La Fare, ayant échappé à la guillotine, rassembla le reste de sa communauté en 1802 et reprit leur œuvre perpétuelle. Une fondation est faite à Avignon en 1807. La même année, un sacramentin de Marseille fonda un monastère à Aix-en-Provence .

## XIXe siècle
En 1816, le monastère de Marseille fut rouvert et Mère de La Fare fit une nouvelle fondation à Carpentras . En 1859, six religieuses d'Aix fondèrent une maison à Bernay, en Normandie, et en 1863, des sœurs de Bollène fondèrent un monastère de l'adoration perpétuelle à Taunton, en Angleterre. Oxford avait également une fondation.
Toutes les maisons de cet Ordre sont autonomes et dépendent de l' Ordinaire du diocèse, qui est leur supérieur. En raison de la situation juridique des congrégations religieuses en France, les sacramentins de Marseille ont été obligés d'abandonner leur monastère. Les quatre autres maisons du sud de la France ont été autorisées par le gouvernement.

## XXe siècle
Les sacramentins de Bernay au moment de l'expulsion, juillet 1903, furent contraints de fermer leur pensionnat et de s'exiler. Treize des sœurs se retirèrent en Belgique et fondèrent une maison à Hal. Le reste de leur communauté s'est installé au Pays de Galles à Whitson Court, Newport, Monmouthshire ; ils étaient partis dans les années 1930.
En mars 1911, l'archevêque Farley autorisa les sacramentins à ouvrir un monastère dans la paroisse Holy Trinity à Yonkers, New York . Ils ont acheté la maison Ethan Flagg en 1915 et ont ajouté un monastère et une école pour filles en 1922. Ils ont fermé l'école dans les années 1980 et ont déménagé à Warwick, New York en 1991. Il a été ajouté au registre national des lieux historiques en 1998. En 1996, les religieuses sacramentines ont établi le monastère du Saint-Sacrement à Edgemont, New York . Le bâtiment était à l'origine une maison unifamiliale qu'ils ont achetée aux Pères Paulistes; à partir de 2018, il abritait quatre religieuses.

## Aujourd'hui
Il y a six religieuses au monastère du Saint-Sacrement à Halle dans le Brabant flamand. Il existe également un certain nombre de monastères en France. Aux États-Unis, le monastère du Saint-Sacrement se trouve dans la section Edgemont de Scarsdale, New York; Le monastère de la Sacramentine se trouve à Conway, au Michigan. En plus de leur travail de prière, certaines religieuses soutiennent la communauté en fabriquant des hôtes de communion ou du linge d'autel. Les religieuses accueillent le public pour se joindre à elles à la messe et organiser des retraites privées pour les particuliers.
En 1941, les Sacramentins rétablis à Marseille rejoignent une partie des Congrégations assomptionnistes, les Orantes de l'Assomption.